# Le Tombeau
Pour plus de détails, voir Fiche technique et Distribution.
Le Tombeau est un film américano-israélo-allemand réalisé par Jonas McCord, sorti en 2001. 
Il est inspiré du roman de Richard Sapir.

## Synopsis
Au cours de fouilles dans la ville sainte de Jérusalem, le professeur Sharon Golban, une jeune archéologue israélienne, découvre une ancienne tombe contenant les restes d'un corps crucifié. Selon toute vraisemblance, il s'agirait d'une sépulture datant du Ier siècle et qui pourrait bien être celle de Jésus de Nazareth.
Le Saint-Siège a tôt fait d'être au courant de cette trouvaille exceptionnelle et dépêche sur place le Père Matt Gutierrez, un jésuite, pour enquêter sur cette affaire. S'il s'avérait que le corps découvert était bel et bien celui de Jésus de Nazareth, ce dernier n'aurait, par conséquent, pas ressuscité des morts comme en donnent témoignages les apôtres, dans les Évangiles. Le père Gutierrez a donc pour mission de réfuter cette hypothèse par tous les moyens possibles.
L'endroit où eurent lieu les fouilles se trouve être dans la propriété d'un marchand palestinien. Le squelette, ainsi que Matt se retrouvent au cœur d'une polémique : d'une part, les Israéliens, qui réclament au Vatican la reconnaissance de Jérusalem en tant que capitale officielle d'Israël en échange du corps. Et d'autre part, un militant palestinien, qui lui aussi veut mettre la main sur le corps, avec les mêmes objectifs.

## Analyse
Le film touche à deux questions très sensibles. L'une - politique - : Le conflit israélo-palestinien dans la région où est découvert le tombeau. L'autre - religieuse - : l'importance de la résurrection de Jésus de Nazareth dans la foi chrétienne.
On notera une grossière erreur numismatique : on trouve dans « le tombeau » une pièce romaine «avec le visage et le nom de Ponce Pilate», or sous l'Empire toutes les pièces romaines étaient au nom de l'empereur régnant (en l'occurrence Tibère) et jamais au nom du gouverneur local.

## Fiche technique
- Titre : Le Tombeau
- Titre original : The Body
- Réalisation : Jonas McCord
- Scénario : Jonas McCord et Richard Sapir (roman)
- Producteur : Rudy Cohen
- Producteurs exécutifs : Mark Damon, Limor Diamant, Loshe Diamant, Diane Isaacs, Werner Koenig
- Musique : Serge Colbert
- Photographie : Vilmos Zsigmond
- Montage : Alain Jakubowicz, Lesley Walker
- Décors : Allan Starski
- Costumes : Caroline Harris
- Pays de production :  États-Unis,  Israël,  Allemagne
- Genre : thriller, drame
- Durée : 109 minutes
- Dates de sortie :
  - États-Unis : 2001
  - France : 1er août 2001

## Distribution
- Antonio Banderas (VF : Pierre-François Pistorio) : Père Matt Gutierrez
- Olivia Williams (VF : Vanina Pradier) : Dr. Sharon Golban
- John Shrapnel (VF : Jean-Claude Sachot) : Moshe Cohen
- Derek Jacobi (VF : Jean-Pierre Leroux) : Père Lavelle
- Jason Flemyng (VF : Patrice Baudrier) : Père Walter Winstead
- Lillian Lux : Mère
- Mohammed Bakri (VF : Féodor Atkine) : Abu Yusef
- John Wood (VF : Michel Ruhl) : Cardinal Pesci
- Makram Khoury (VF : Denis Boileau) : Nasir Hamid
- Vernon Dobtcheff (VF : lui-même) : Monseigneur

## Tournage
Le film a été tourné en Israël (Jérusalem, Tel Aviv, couvent salésien de Beit Jamal) et Rome (notamment à l'Arcispedale Santo Spirito in Saxia).